# Тараба (птах)
Тара́ба (Taraba major) — вид горобцеподібних птахів родини сорокушових (Thamnophilidae). Мешкає в Мексиці, Центральній і Південній Америці. Це єдиний представник монотипового роду Тараба (Taraba).

## Опис
Довжина птаха становить 20 см, вага 50-70 г. Виду притаманний статевий диморфізм. У самців верхня частина тіла чорна, у самиць рудувато-коричнева або руда. Нижня частина тіла біла. У самців на крилах є білі смуги, у представників південних і східних підвидів також на хвості, у самиць смуги на крилах і хвості відсутні. На спині малопомітна світла пляма, боки чорнуваті. На голові є чуб, який може ставати дибки. Дзьоб чорний, міцний, на кінці гачкуватий, знизу біля основи сизий. Очі темно-червоні. Лапи сизі.

## Підвиди
Виділяють десять підвидів:

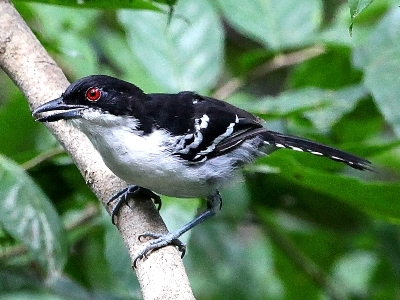
Самець тараби (Боніту, штат Мату-Гросу-ду-Сул, Бразилія)

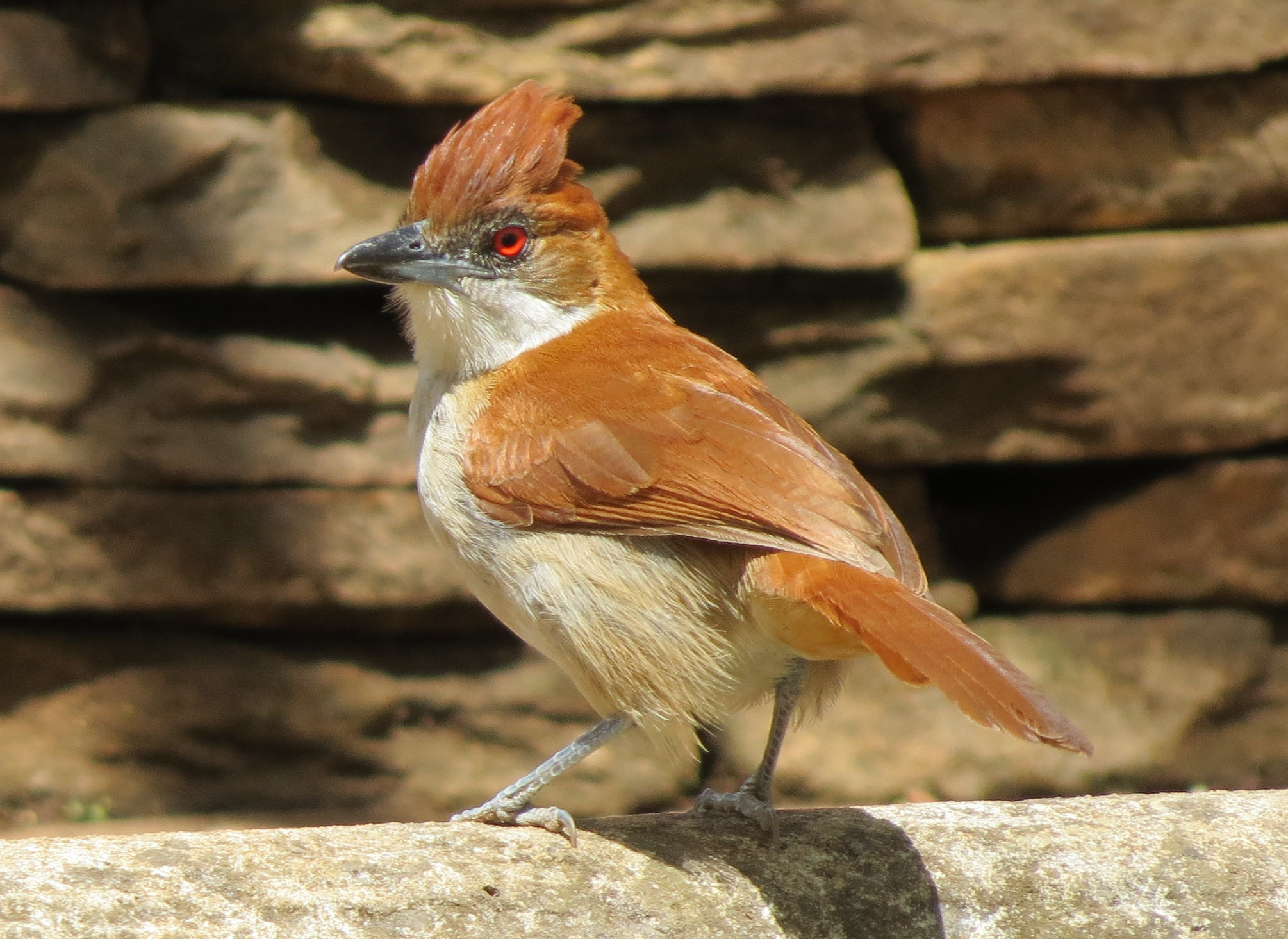
Самиця тараби

- T. m. melanocrissus (Sclater, PL, 1860) — від південно-східної Мексики (на південь від сходу Сан-Луїс-Потосі) до західної Панами;
- T. m. obscurus Zimmer, JT, 1933 — західна Коста-Рика, Панама, північна і західна Колумбія;
- T. m. transandeanus (Sclater, PL, 1855) — крайній південний захід Колумбії (Нариньйо), захід Еквадору і крайній північний захід Перу (Тумбес);
- T. m. granadensis (Cabanis, 1872) — північна і центральна Колумбія (карибське узбережжя, долина Магдалени, східні передгір'я Анд) і північно-західна Венесуела (від Сулії і Тачири до Міранди);
- T. m. semifasciatus (Cabanis, 1872) — східна Колумбія (Вічада), південна і північно0східна Венесуела (від Міранди на сход до півострова Парія[en] і на південь від Ориноко), острів Тринідад, Гвіана, північно-східна і центральна Бразильська Амазонія (на південь до Ріу-Негру та Амазонки і на південь від Амазонки, від крайнього сходу Амазонасу на схід до західного Мараньяну і на південь до північного Мату-Гросу і північно-західного Гоясу);
- T. m. duidae Chapman, 1929 — схили тепуя Дуїда[en] (південь Венесуели);
- T. m. melanurus (Sclater, PL, 1855) — південно-східна Колумбія (Какета, Путумайо, Амасонас), схід Еквадору і Перу, південний захід Бразильської амазонії (на південь від Амазонки, від заходу Амазонасу і Акрі на схід до середньої течії Пурусу і річки Абуна);
- T. m. borbae (Pelzeln, 1868) — південь центральної Бразильської Амахонії (схід Амазонасу в басейнах річок Пурус і Мадейра і крайня північ Рондонії);
- T. m. stagurus (Lichtenstein, MHK, 1823) — східна і північно-східна Бразилія (від східного Мараньяну на схід до Пернамбуку і на південь до східного Мінас-Жерайсу і Еспіріту-Санту);
- T. m. major (Vieillot, 1816) — північна і східна Болівія, південна Бразилія (південь Мату-Гросу, південь Гоясу, захід Мінас-Жерайсу, Мату-Гросу-ду-Сул і захід Сан-Паулу), захід Парагваю, північ і центр Аргентини (на південь до Кордови і північного Буенос-Айреса).

## Поширення і екологія
Тараби мешкають в Мексиці, Гватемалі, Белізі, Гондурасі, Нікарагуа, Коста-Риці, Панамі, Колумбії, Еквадорі, Перу, Болівії, Венесуелі, Гаяні, Суринамі, Французькій Гвіані, Бразилії, Парагваї, Аргентині та на Тринідаді і Тобаго. Вони живуть у вологих тропічних лісах, на узліссях і галявинах, в саванах серрадо, в галерейних лісах, в чагарникових заростях чако і каатинги, в пальмових гаях Пантаналу, в сухих тропічних лісах і рідколіссях. Зустрічаються парами, на висоті до 2200 м над рівнем моря. Живляться переважно комахами, павуками, а також ракоподібними, молюсками, дрібними гризунами, насінням і пташиними яйцями, яких шукають на землі і в заростях на висоті до 2 м над землею. В Центральній Америці сезон розмноження триває з квітня по червень, в Аргентині з вересня по лютий. Гніздо чашоподібне або куполоподібне з бічним входом, робиться зі стебел трави та інших рослинних волокон, підвішується серед чагарників, ліан або високої трави. Тараби можуть використовувати одне гніздо кілька сезонів поспіль. В кладці 2-3 білих, поцяткованих темними плямами яйця розміром 28×21 мм. Інкубаційний період триває 11-12 днів, пташенята покидають гніздо через 16-17 днів після вилуплення. І самиці, і самці будують гніздо, насиджують кладку і доглядають за пташенятами. Тараби іноді стають жертвами гніздового паразитизму синіх вашерів.